# Pseudoloxopidea
Pseudoloxopidea is een geslacht van wantsen uit de familie van de Miridae (Blindwantsen). Het geslacht werd voor het eerst wetenschappelijk beschreven door Yasunaga in 1999.

## Soorten
Het genus is monotypisch en bevat alleen de volgende soort:

- Pseudoloxopidea pinicola Yasunaga, 1999